# Tamar Bridge
Tamar Bridge – most wiszący w Wielkiej Brytanii na rzece Tamar w Plymouth. Wybudowany w r. 1961, w momencie otwarcia był najdłuższym mostem wiszącym Wielkiej Brytanii; poszerzony w r. 2001 – była to pierwsza tego typu operacja w świecie. Przejazd przez most w kierunku wschodnim jest płatny. Przejeżdża przez niego 40 000 pojazdów dziennie.

## Położenie
Tamar Bridge jest mostem w dolinie rzeki Tamar, niedaleko ujścia rzeki do kanału La Manche. Jest elementem drogi krajowej A38 z Bodmin do Mansfield między miastami Plymouth i Saltash. Przez most przebiega granica między Kornwalią a hrabstwem Devon. Most przebiega równolegle do Royal Albert Bridge, mostu kolejowego.

## Historia
Pierwszy pomysł wybudowania mostu w tym miejscu pojawił się w r. 1823, jednak zarzucono go z powodu zbyt wysokich kosztów. Do idei tej powrócono w latach 50. XX w., w r. 1959 ogłoszono przetarg na wykonanie mostu. Ostatecznie został wybudowany w r. 1961 i był wówczas najdłuższym mostem tego typu w kraju. Całkowity koszt wykonania wyniósł 1,5 miliona funtów. W latach 1999–2001 most poszerzono i wydłużono, a przeprowadzona operacja była pierwszą tego typu w świecie i doczekała się najważniejszej brytyjskiej nagrody branżowej, British Construction Industry Award za r. 2002. Koszt operacji wynosił 30 milionów funtów.

## Dane techniczne
- rozpiętość – 335 m[6]
- wysokość pylonów – 67 m